# NGC 5381
NGC 5381 је расејано звездано јато у сазвежђу Кентаур које се налази на NGC листи објеката дубоког неба.
Деклинација објекта је - 59° 33' 0" а ректасцензија 14h 0m 42,0s. Привидна величина (магнитуда) објекта NGC 5381 износи 12,2. NGC 5381 је још познат и под ознакама OCL 915, ESO 133-SC11.